# Gra godowa
Gra godowa (ang. The Mating Game) – amerykańska komedia romantyczna z 1959 roku na podstawie powieści H.E. Batesa.

## Fabuła
Poborca podatkowy Lorenzo przyjeżdża na farmę Larkinów, by obliczyć ich zaległości podatkowe. Okazuje się, że urzędnik wpada w oko pięknej córce państwa Larkinów – Mariette, która nie przebiera w środkach by go uwieść. Również pozostali członkowie rodziny traktują Lorenza z sympatią. Lorenzo, jako służbista, początkowo usiłuje się bronić przed uczuciem, ale w końcu sam zakochuje się w Marietcie. To jednak dopiero początek problemów.

## Obsada
- Tony Randall – Lorenzo Charlton
- Debbie Reynolds – Mariette Larkin
- Caryl Bailey – Susan Larkin
- Donald Losby – Grant Larkin
- Cheryl Bailey – Victoria Larkin
- Paul Douglas – Pop Larkin
- Una Merkel – Ma Larkin
- Fred Clark – Oliver Kelsey
- Philip Ober – Wendell Burnshaw
- Rickey Murray – Lee Larkin
- Addison Powell – De Groot
- William Smith – Barney
- Charles Lane – Bigelow
- Philip Coolidge – Wielebny Osgood